# Campagne d'Atlanta
Batailles
Sherman contre Johnston : Bataille de Rocky Face Ridge - Bataille de Resaca - Bataille d'Adairsville - Bataille de New Hope Church - Bataille de Dallas - Bataille de Pickett's Mill - Bataille de Marietta - Bataille de Kolb's Farm - Bataille de Kennesaw Mountain - Bataille de Pace's Ferry.
Sherman contre Hood : Bataille de la Peachtree Creek - Bataille d'Atlanta - Bataille d'Ezra Church - Bataille de Utoy Creek - Seconde bataille de Dalton - Bataille de Lovejoy's Station - Bataille de Jonesborough.
La campagne d'Atlanta est l'ensemble des manœuvres militaires et des combats qui se déroulèrent, à l'été 1864, sur le théâtre occidental de la guerre de Sécession, dans le nord-ouest de la Géorgie et autour d'Atlanta.
Venant de Chattanooga (Tennessee), où l'Union avait remporté une victoire stratégique lors de l'hiver 1863, le major-général nordiste William T. Sherman envahit la Géorgie en mai 1864 et y affronte les troupes confédérées du général Joseph E. Johnston.
L'armée du Tennessee (Confédérée) commandée par Johnston recule vers le sud en direction d'Atlanta, tandis que les forces de Sherman la poursuivent en enchaînant, sur ses ailes, des manœuvres de débordement. Au mois de juillet, le président confédéré remplace Johnston par John Bell Hood, estimé plus combatif. Celui-ci défie les armées nordistes en lançant contre elles plusieurs assauts frontaux et meurtriers. L'armée de Hood se retrouve finalement assiégée dans Atlanta et la ville se rend le 2 septembre, permettant à Sherman de lancer sa marche à la mer et accélérant la fin de la guerre.

## Contexte
La campagne d'Atlanta fait suite à la victoire remportée par l'Union à Chattanooga en novembre 1863. La prise de la ville, connue comme « la porte du Sud profond », ouvrait aux armées nordistes un couloir d'invasion vers le cœur de la Confédération. Ulysses S. Grant nommé général en chef de toutes les armées de l'Union, laisse alors Sherman, son bras droit, responsable des armées de l'Ouest. Son plan est de lancer plusieurs offensives coordonnées contre les rebelles et faire ainsi plier définitivement la Confédération. Pendant qu'avec George G. Meade, Benjamin Franklin Butler, Franz Sigel, George Crook, et William W. Averell, il s'avancera contre les troupes de Robert E. Lee en Virginie (États-Unis), Nathaniel Banks cherchera à s'emparer de Mobile (Alabama), et Sherman mettra en déroute l'armée de Johnston, capturera Atlanta, et frappera à travers la Géorgie le cœur de la Confédération.

## Forces engagées

### Union
Au début de la campagne, la Military Division of the Mississippi, confiée à Sherman, était composée de trois armées:
- L'armée du Tennessee (qui avait été l'armée de Sherman lorsqu'il servait sous les ordres de Grant en 1863), sous le commandement du major-général James B. McPherson avec le XVe corps du major-général John A. Logan, le XVIe corps du major-général Grenville M. Dodge et le XVIIe corps di major-général Frank P. Blair, Jr.. Quand McPherson fut tué à la bataille d'Atlanta, le major-général Oliver O. Howard le remplaça.
- L'armée de l'Ohio, placée sous le commandement du major-général John M. Schofield, et composée du XXIIIe corps de Schofield et d'une division de cavalerie conduite par le major-général George Stoneman.
- L'armée du Cumberland, du major-général George H. Thomas, comprenant le IVe corps du major-général Oliver O. Howard, le XIVe corps du major-général John M. Palmer, le XXe corps du major-général Joseph Hooker et un corps de cavalerie commandé par le brigadier-général Washington L. Elliott. Quand Howard prit le commandement, le IVe corps fut confié à David S. Stanley.

Au début de la campagne, les forces de Sherman (98 500) étaient, sur le papier, supérieures en nombre à celles de Johnston (50 000), mais elles étaient amoindries par de nombreux départs en permission, tandis que Johnston reçut immédiatement un renfort de 15 000 hommes en provenance de l'Alabama. Cependant, dans le courant du mois de juin, des renforts arrivant en continu portèrent l'effectif de Sherman à 112 000 hommes.

### Confédération
Face à Sherman, l'Armée du Tennessee, initialement placée sous le commandement du général Joseph E. Johnston, passa sous celui du lieutenant-général John Bell Hood en milieu de campagne, Johnston ayant été démis de ses fonctions. L'armée était composée de quatre corps et comptait 50 000 hommes placés sous le commandement de quatre officiers supérieurs :
- le lieutenant-général William J. Hardee, avec les divisions des majors-généraux Benjamin F. Cheatham, Patrick Cleburne, William H.T. Walker et William B. Bate ;
- le lieutenant-général John Bell Hood, avec les divisions des majors-généraux Thomas C. Hindman, Carter L. Stevenson et Alexander P. Stewart ;
- le lieutenant-général Leonidas Polk avec les divisions d'infanterie des majors-généraux William W. Loring, Samuel G. French et Edward C. Walthall, ainsi qu'une division de cavalerie commandée par le brigadier-général William Hicks Jackson (en) (l'ensemble également connu sous le nom d'armée du Mississippi)). Quand Polk fut tué le 14 juin, Loring prit brièvement le commandement de son corps d'armée, mais il fut remplacé par Alexander P. Stewart le 23 juin ;
- le major-général Joseph Wheeler commandant un corps de cavalerie, avec les divisions du major-général William T. Martin et celles des brigadiers-généraux John H. Kelly et William Y.C. Humes.

Johnston était un officier prudent qui avait la réputation de se retirer avant tout engagement réellement sérieux. C'est ce qu'il avait fait, face à George B. McClellan, lors de la campagne de la Péninsule de 1862. En Géorgie, cependant, il était confronté à Sherman, un adversaire autrement pugnace. Durant la campagne, l'armée de Johnston se retrancha à plusieurs reprises derrière des positions fortement défendues. Sherman évita soigneusement de se lancer dans des assauts suicidaires contre ces positions, préférant recourir, dans sa progression de Chattanooga à Atlanta, à des manœuvres de contournement. Chaque fois que Sherman contournait les lignes de défense de Johnston (presque toujours sur le flanc gauche de ce dernier), Johnston se repliait sur une autre position préparée à l'avance. Les deux armées utilisèrent les lignes de chemin de fer pour se ravitailler, les lignes de Johnston se réduisant à mesure qu'il se retirait vers Atlanta, tandis que celle de Sherman s'étiraient dans le même temps.

## Combats: Sherman contre Johnston

Carte de la campagne d'Atlanta.
Confédérés
Union

### Rocky Face Ridge (7-13 mai 1864)
Johnston avait retranché son armée sur la longue crête de Rocky Face Ridge et, en direction de l'est, en travers de Crow Valley. Comme Sherman approchait, il organisa une démonstration de force en dépêchant deux colonnes contre les Confédérés, pendant qu'une troisième empruntait Snake Creek Gap, vers la droite, pour frapper la ligne de chemin de fer du Western & Atlantic Railroad à Resaca (Géorgie). Les deux premières colonnes engagèrent le combat avec les rebelles à Buzzard Roost (Mill Creek Gap) et à Dug Gap. Pendant ce temps, la troisième colonne, commandée par McPherson, traversant la passe de Snake Creek Gap atteignait les faubourgs de Resaca le 9 mai et y trouvait les Confédérés qui s'y étaient retranchés. Craignant d'être battu, McPherson fit reculer ses troupes jusqu'à Snake Creek Gap. Le 10 mai, Sherman décida de prendre le gros de sa troupe et de rejoindre McPherson afin de prendre Resaca. Le jour suivant, voyant l'armée de Sherman qui quittait ses positions face à Rocky Face Ridge, Johnston se retira vers le sud en direction de Resaca.

### Resaca (13-15 mai)
Les troupes de l'Union testèrent les lignes confédérées pour repérer leur organisation. Les combats commencèrent réellement le 14 mai, les Fédéraux se faisant repousser sur toute la ligne, sauf sur l'aile droite de Johnston, où Sherman ne poussa pas son avantage. Le 15 mai, les combats continuèrent sans qu'aucune des deux parties ne puissent prendre le dessus, jusqu'à ce que Sherman décide d'envoyer une unité franchir le cours de l'Oostanula River à Lay's Ferry, pour atteindre la ligne de chemin de fer qui ravitaillait Johnston. Incapable de bloquer ce mouvement de l'Union, Johnston fut forcé de se retirer

### Adairsville (17 mai)
L'armée de Johnston se retira vers le sud, poursuivie par celle de Sherman. N'ayant pas trouvé de position défendable à Calhoun (Géorgie), Johnston dut continuer vers Adairsville (Géorgie) pendant que sa cavalerie livrait d'habiles combats d'arrière-garde. Le 17 mai, alors qu'ils s'étaient avancés à 3 km environ d'Adairsville, les Nordistes du IVe corps d'Howard buttèrent sur l'infanterie retranchée du corps d'armée de Hardee. Trois divisions de l'Union se rangèrent en ordre de bataille, mais Thomas retarda l'action en raison de la tombée de la nuit. Sherman concentra alors ses forces dans les environs d'Adairsville pour attaquer Johnston le jour suivant. Johnston, qui avait espéré trouver à Adairsville une vallée dans laquelle déployer ses troupes en une ligne qui aurait ancré ses ailes aux collines, mais la vallée se révéla trop large et il dut à nouveau décrocher et battre en retraite.

### New Hope Church (25-26 mai)
Les 19 et 20 mai, Johnston fit retraite jusqu'à Allatoona Pass. Sherman, décidant que l'attaquer à ce moment-là se révèlerait trop coûteux, décida de contourner son aile gauche et de faire mouvement discrètement vers Dallas (Géorgie). Johnston, qui avait deviné le plan de Sherman, fit face aux forces de l'Union à New Hope Church (Géorgie). Sherman, suposant à tort que Johnston ne disposait que d'un maigre contingent, ordonna à Hooker d'attaquer avec son XXe Corps. Ce dernier se fit sévèrement étriller et, le 26, les belligérants se retranchèrent à nouveau.

### Dallas (26 mai -1erjuin)
Le 28 mai, les Sudistes appartenant au Corps de Hardee poussèrent une reconnaissance contre la ligne ennemie à l'endroit où elle était tenue par le XVe Corps de Logan, afin d'en exploiter les éventuelles faiblesses. Des combats s'ensuivirent sur deux point distincts, mais les Confédérés furent repoussés après avoir subi des pertes sévères. Le 1er juin, Sherman, cherchant toujours à contourner les lignes de Johnston, occupa Allatoona Pass avec sa cavalerie, accédant ainsi à une ligne de chemin de fer par laquelle des hommes et du matériel pourraient lui être acheminés. Il abandonna ses positions de Dallas le 5 juin et les déplaça vers le terminal ferroviaire d'Allatoona Pass, forçant Johnston à le suivre peu après.

### Pickett's Mill (27 mai)
Après avoir subi une défaite à New Hope Church, Sherman ordonna à Howard d'attaquer l'aile droite de Johnston, qui semblait sans défense. Mais les Confédérés étaient préparés à cette attaque, qui ne se déroula pas comme prévu. Les renforts demandés n'étant pas arrivés, les troupes de l'Union subirent de lourdes pertes et furent repoussées.

### Operations sur Marietta (9 juin-3 juillet)
Le 9 juin Sherman découvrit que Johnston s'était retranché dans les environs de Marietta. Il commença par étirer ses lignes au-delà de celles des Confédérés, poussant ceux-ci à se replier sur de nouvelles position. Le 14 juin, alors qu'il effectuait une reconnaissance avec Hardee et Johnston, le lieutenant-général Leonidas Polk fut tué par un obus nordiste et remplacé temporairement par le major-général William W. Loring. le 18 et le 19 juin, Johnston, craignant d'être encerclé et cherchant à protéger la ligne du Western & Atlantic Railroad qui l'approvisionnait, déplaça son armée vers de nouvelles positions à cheval sur Kennesaw Mountain, sur une ligne retranchée en arc de cercle à l'ouest de Marietta. Sherman tenta plusieurs attaques infructueuses sur cette position, mais décida finalement d'étirer ses lignes sur sa droite, forçant ainsi Johnston à se retirer des parages de Marietta les 2 et 3 juillet.

### Kolb's Farm (22 juin)
Ayant buté sur les Confédérés retranchés de part et d'autre de Kennesaw Mountain, Sherman les fixa en face de lui et étira son aile droite pour les envelopper et menacer la ligne de chemin de fer. Le 22 juin, Johnston répliqua en déplaçant le Corps de Hood de l'aile gauche à l'aile droite. Rejoignant sa nouvelle position à Mount Zion Church, Hood décida d'attaquer de son propre chef. Averti de ses intentions, les Nordistes commandés par les généraux John Schofield et Joseph Hooker se retranchèrent. L'artillerie de l'Union et le terrain marécageux firent obstacle à l'assaut de Hood et l'obligèrent à se retirer après avoir subi des pertes importantes. Malgré cette victoire, Sherman ne put cependant concrétiser ses tentatives d'encerclement.

### Kennesaw Mountain (27 juin)
La bataille de Kennesaw Mountain fait exception à la règle que s'était fixée Sherman et consistant à préférer les mouvements de débordement sur l'aile gauche de l'ennemi aux attaques frontales. Sherman était certain que les lignes de Johnston sur Kennesaw Mountain avaient été étirées au-delà du raisonnable et il décida de tenter un assaut frontal, accompagné de quelques diversions sur les ailes. Au matin du 27 juin, Sherman lança ses troupes après un bombardement d'artillerie. Elles gagnèrent d'abord du terrain, emportant les avant-postes confédérés au sud de Burnt Hickory Road. Mais cette attaque sur un ennemi retranché était inutile. Les combats cessèrent vers midi, laissant sur le terrain 3 000 Nordistes, contre 1 000 rebelles.

### Bataille de Pace's Ferry (5 juillet)
Johnston mit le cours de la Chattahoochee River entre son armée et celle de Sherman. Les Nordistes du IVe corps (général Howard) avancèrent sur Pace's Ferry, situé sur le cours de la rivière, où un pont flottant était gardé par des cavaliers confédérés démontés. Ils furent chassés par la division du brigadier-général Thomas J. Wood (du IVe Corps). Le pont fut pris, bien qu'endommagé. Face à une opposition confédérée renforcée, Howard décida de ne pas tenter la traversée. Quand les pontons fédéraux arrivèrent sur place le 8 juillet, Howard franchit la Chattahoochee et déborda les défenseurs de Pace's Ferry, qui se retirèrent, permettant à Sherman de passer la rivière et de s'approcher d'Atlanta. Johnston battit en retraite vers Peachtree Creek, à environ 5 km au nord d'Atlanta.

## Batailles: Sherman contre Hood

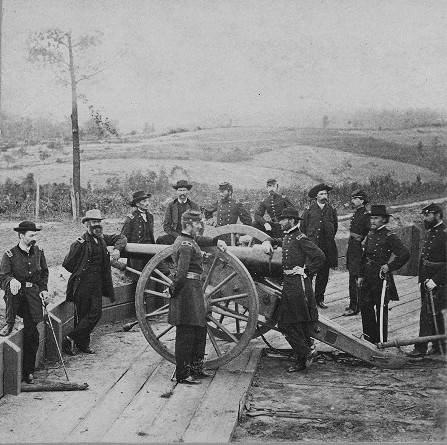
William T. Sherman et l'état-major nordiste pendant le siège d'Atlanta.

### Peachtree Creek (20 juillet)
Après avoir franchi la rivière Chattahoochee, Sherman scinda son armée en trois colonnes pour prendre d'assaut Atlanta. L'armée du Cumberland, sous Thomas, se tenait sur la gauche et arrivait du nord. Schofield et McPherson s'étaient déplacés vers l'est, laissantThomas était seul. Johnston décida d'attaquer Thomas au moment où celui-ci franchirait la rivière, mais Jefferson Davis, le président confédéré, lui retira son commandement et nomma Hood pour le remplacer. Hood conserva le plan établi par Johnston et attaqua Thomas après qu'il eut franchi Peachtree Creek. Cet assaut vigoureux ébranla les unités de l'Union en plusieurs points, mais leur lignes tinrent bon et les Confédérés durent se replier. L'avancée de McPherson à l'est d'Atlanta détourna l'attention de Hood et mobilisa des troupes qui auraient dû se joindre à l'attaque contre Thomas.

### Atlanta (22 juillet)

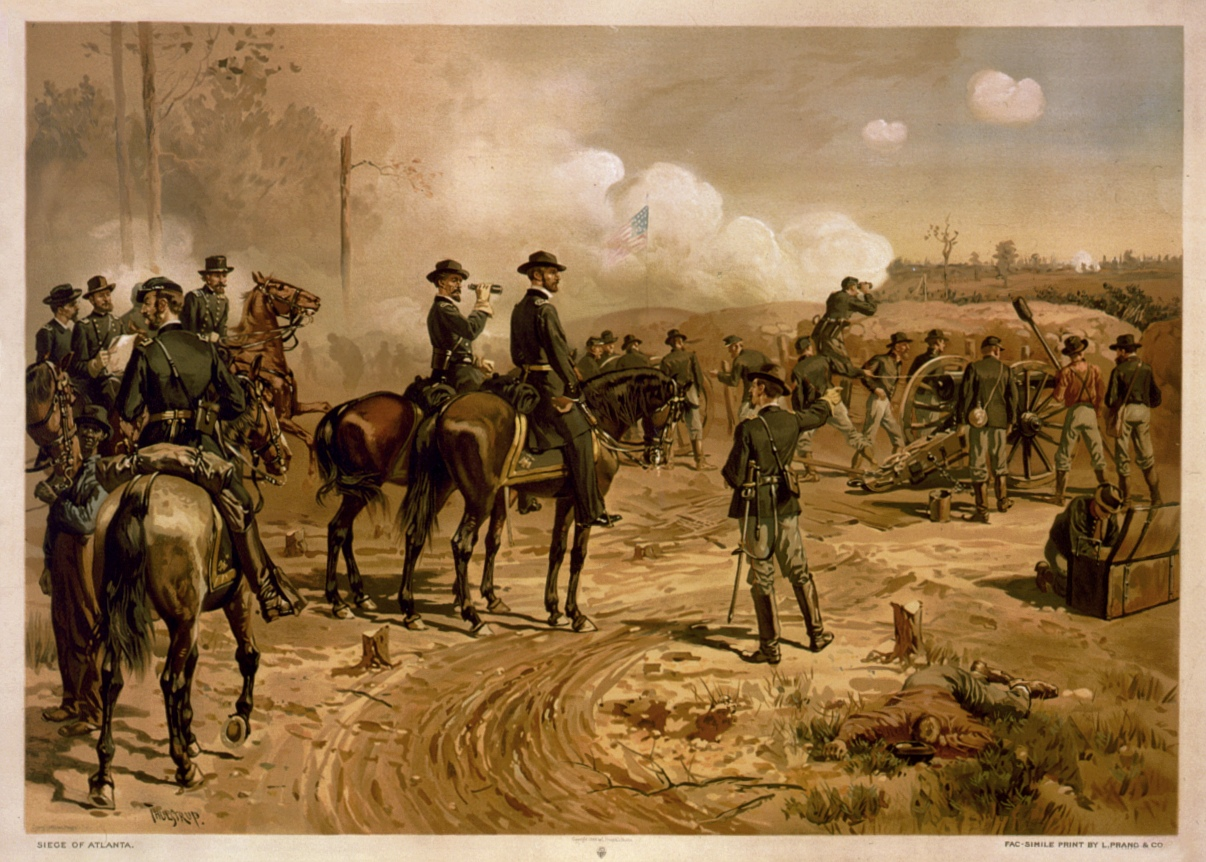
Le siège d'Atlanta par Thure de Thulstrup (c. 1888).

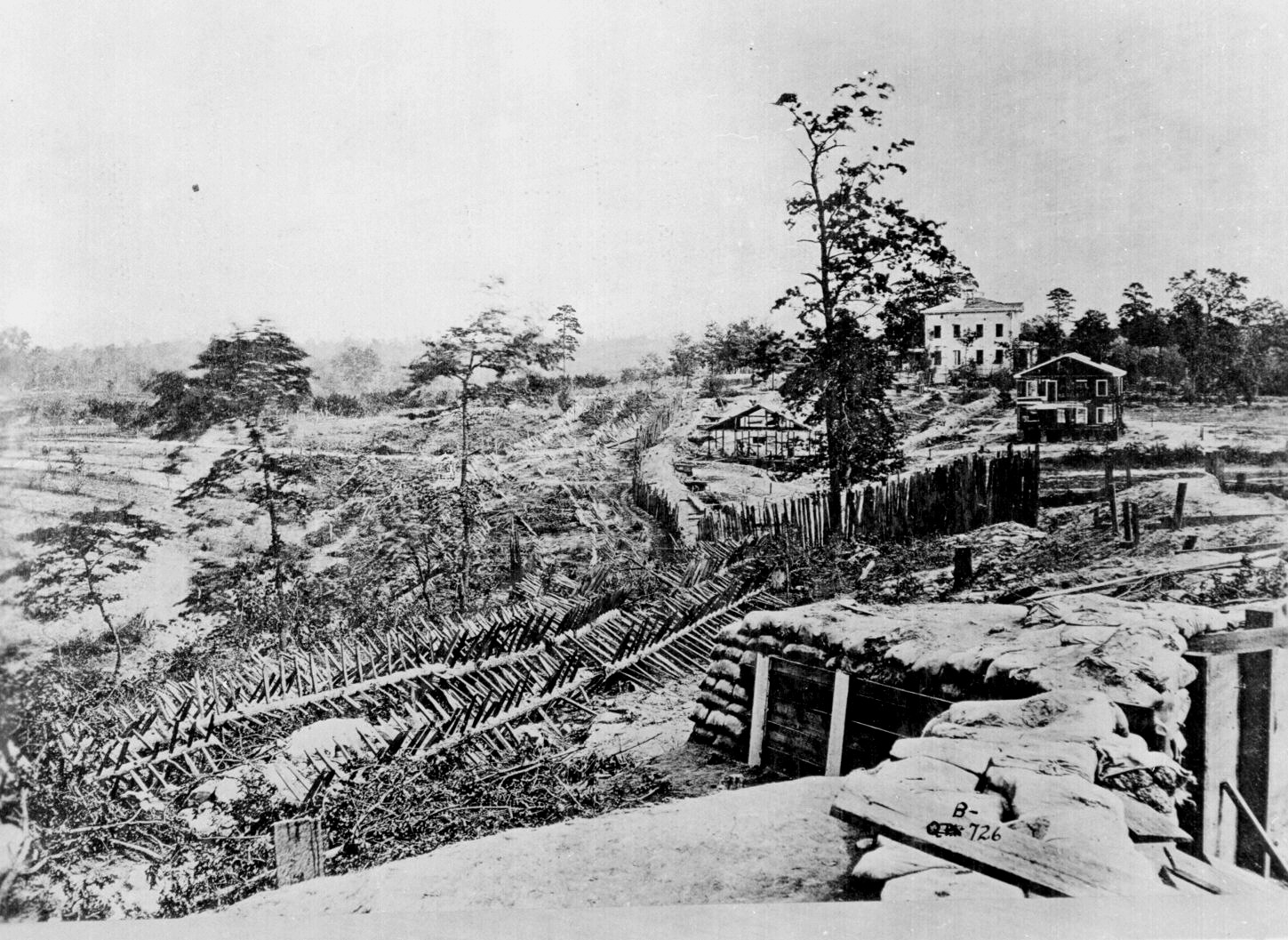
Palissades et chevaux-de-frise devant Potter House, Atlanta, Géorgie, 1864.

Hood résolut d'attaquer l'armée du Tennessee commandée par McPherson. Sous le couvert de la nuit, il déplaça son armée d'Atlanta depuis les retranchements extérieurs vers le centre, attirant Sherman à sa suite. Dans le même temps, il envoya le Corps commandé par William J. Hardee effectuer une marche de 24 km pour frapper l'aile gauche et les arrières de l'Union, laissés sans protection à l'est de la ville. Les cavaliers de Wheeler devaient en outre s'attaquer aux lignes de ravitaillement de Sherman, plus au sud, et le corps de Cheatham attaquer l'Union de front. Hood avait cependant sous-estimé le temps nécessaire à la marche et Hardee ne se trouva en position d'attaquer que l'après-midi. Hood avait débordé Sherman pour la première fois et McPherson, inquiet pour son aile gauche, y dépêcha ses réserves (le XVIe Corps commandé par Dodge). Deux divisions confédérées de Hood les affrontèrent et furent repoussées. L'attaque rebelle, stoppée à l'arrière, commença à faire reculer l'aile gauche de l'Union. C'est à ce moment qu'un soldat confédéré abattit McPherson qui s'était avancé pour observer les combats. Les assauts se succédèrent, mais les lignes de l'Union tinrent bon. Vers quatre heures de l'après-midi, le Corps de Cheatham perça le centre de l'Union, mais l'artillerie fédérale massée à proximité du quartier-général de Sherman mit fin à l'assaut des Sudistes. Le XVe Corps commandé par Logan lança alors une contre-attaque qui permit de reconstituer les lignes de l'Union, tout en infligeant de lourdes pertes aux unités de Hood.

### Ezra Church (28 juillet)
Les forces de Sherman, qui avaient attaqué Atlanta par le nord et par l'est, n'étaient pas parvenues à percer. Le commandant nordiste décidé donc d'attaquer par l'ouest. Il ordonna à l'armée du Tennessee, commandée par Howard, de quitter l'aile gauche pour rejoindre l'aile droite et de couper la dernière ligne ferroviaire de Hood entre East Point and Atlanta. Hood anticipa la manœuvre et dépêcha les corps d'armée commandés par les lieutenants-généraux Stephen D. Lee et Alexander P. Stewart afin d'intercepter et de détruire les unités de l'Union à Ezra Church. Mais Howard, devinant les intention de Hood, avait retranché un de ses Corps sur le chemin des Confédérés et il put ainsi repousser leur assaut, en leur infligeant des pertes élevées. Il ne put cependant pas couper la ligne de chemin de fer. Deux autres tentatives, à l'initiative de deux colonnes de cavalerie, visant à couper la ligne au sud d'Atlanta, échouèrent pareillement : une division commandée par le major-général Edward M. McCook fut totalement écrasée à la bataille de Brown's Mill tandis que l'autre fut repoussée et son commandant, le major-général George Stoneman, fut fait prisonnier.

### Utoy Creek (5-7 août)
Ayant échoué à contourner l'aile gauche de Hood à Ezra Church, Sherman cherchait toujours à étirer son aile droite pour atteindre la ligne de chemin de fer entre East Point et Atlanta. Il transféra l'armée de l'Ohio (Schofield), de l'aile gauche à l'aile droite, et l'envoya sur la rive nord d'Utoy Creek. Les troupes de Schofield y arrivèrent le 2 août, mais ne traversèrent le cours d'eau que le 4, en compagnie du XIVe Corps (armée du Cumberland). Les troupes de Schofield entrèrent en action le matin du 5 août et, après quelques avancées, prirent le temps de se regrouper, ce qui permit aux Confédérés de renforcer leurs défenses en installant des abattis. Ceux-ci ralentir les progrès de l'Union, lorsque l'assaut repris le lendemain matin. Les Nordistes furent repoussés avec de lourdes pertes et échouèrent à nouveau dans leur tentative de s'emparer de la ligne de chemin de fer. Le 7 août, les troupes de l'Union se rapprochèrent de la ligne confédérée et se retranchèrent. Elles restèrent sur place jusqu'à la fin du mois d'août.

### Dalton (14-15 août)
Wheeler et la cavalerie sudiste effectuèrent un raid dans le nord de la Géorgie pour y détruire les voies de chemin de fer et les dépôts de ravitaillement. Arrivés dans les parages de Dalton (Géorgie), tard dans l'après-midi du 14 août, ils demandèrent à la garnison de se rendre. Le commandant nordiste ayant refusé, le combat s'engagea. La garnison, dépassée par le nombre, se retira derrière des fortifications édifiées sur une colline à l'extérieur de la ville, où elle tint bon, malgré des assauts répétés jusqu'après minuit. Vers cinq heures du matin, le 15 août, Wheeler se replia et fut pris à partie avec une relève d'infanterie et de cavalerie emmenée par le major-général James B. Steedman. Les Confédérés finirent par abandonner le terrain.

### Lovejoy's Station (20 août)
Tandis que Wheeler s'était absenté pour effectuer son raid contre les lignes de ravitaillement de l'Union depuis le nord de la Géorgie jusqu'à l'est du Tennessee, Sherman demanda à la cavalerie du brigadier-général Judson Kilpatrick d'opérer un raid contre les lignes de ravitaillement confédérées. S'étant mis en mouvement le 18 août, Kilpatrick frappa la ligne de chemin de fer du Atlanta & West Point Railroad le soir même, arrachant une partie des rails. Il se dirigea ensuite vers Lovejoy's Station, sur la ligne du Macon & Western Railroad. Sur le trajet, le 19 août, les hommes de Kilpatrick frappèrent le dépôt de vivres et de munitions de Jonesborough sur la ligne du Macon & Western Railroad, brûlant une grande quantité de ravitaillement. Le 20 août, ils atteignirent Lovejoy's Station et se mirent à l'œuvre. La division d'infanterie confédérée de Patrick Cleburne fit son apparition et les Nordistes furent obliger de lutter, une partie de la nuit, puis de fuir pour éviter de se trouver encerclés. Alors que Kilpatrick avait détruit les rails et brulé les dépôts à Lovejoy's Station, la ligne de chemin de fer était de nouveau opérationnelle deux jours plus tard.

### Jonesborough (31 août -1erseptembre)
Sherman avait parfois réussi, en envoyant des détachements, à couper les lignes de ravitaillement de Hood, mais les Confédérés réparaient rapidement les dégâts. Fin août, il décida de mettre les moyens pour couper les voies ferrées et obliger les Confédérés à évacuer Atlanta. Il consacra à cette mission six de ses sept corps d'infanterie. L'armée quitta ses positions le 25 août avec pour objectif la ligne du Macon & Western Railroad entre Rough, Ready et Jonesborough. Pour s'opposer à cette manœuvre, Hood dépêcha Hardee, avec deux Corps pour stopper et mettre en déroute les troupes de l'Union, sans s'apercevoir que celles-ci étaient venues en force. Le 31 août, Hardee attaqua deux Corps de l'Union à l'ouest de Jonesborough, mais ceux-ci le repoussèrent sans difficulté. Redoutant une attaque sur Atlanta, Hood retira à Hardee un de ses Corps le soir même. Le lendemain, un des corps d'armée de l'Union perça les lignes de Hardee et ses troupes durent se retirer sur Lovejoy's Station. Dans la nuit du 1er septembre, Hood évacua Atlanta, brûlant ses dépôts et ses installations et déclenchant un immense incendie (scènes représentées dans le film Autant en emporte le vent (1939)). Les troupes de l'Union entrèrent à Atlanta le 2 septembre. Sherman avait coupé les lignes de ravitaillement de Hood, mais n'était pas parvenu à détruire les troupes de Hardee.

## Conséquences

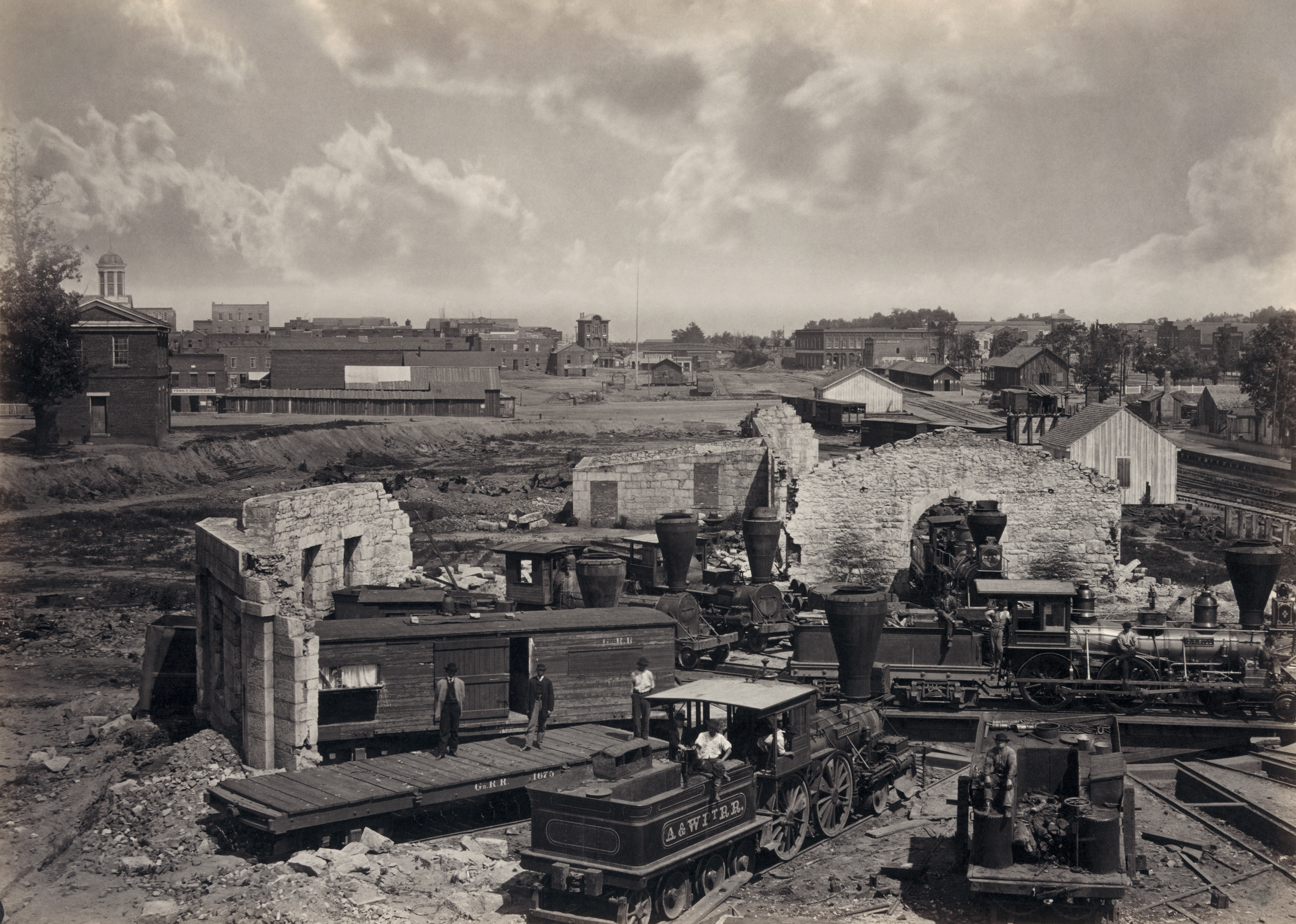
Roundhouse à Atlanta, après les dommages causés par la campagne d'Atlanta, 1866.

Sherman sortit de la campagne victorieux, et Hood y gagna la réputation d'être le général le plus dangereusement agressif de toute l'armée confédérée. Les pertes étaient sensiblement égales, en nombre absolu, dans chacun des deux camps : 31 687 du côté de l'Union (4 423 tués, 22 822 blessés, 4 442 capturés ou disparus) et 34 979 côté confédéré (3 044 tués, 18 952 blessés, 12 983 capturés ou disparus). Proportionnellement, les pertes conférées étaient beaucoup plus lourdes. Hood se retira avec 30 000 hommes, tandis que Sherman en conservait 81 000,.
La victoire de Sherman fut critiquée parce qu'elle n'avait pas atteint l'objectif initial de la campagne (détruire l'armée du Tennessee) et on lui reprocha d'avoir laissé l'ennemi lui échapper. Cependant, la prise d'Atlanta contribua puissamment au moral des Nordistes et constitua un facteur important dans la réélection d'Abraham Lincoln.
Après la campagne d'Atlanta, l'Union poursuivit ses efforts dans deux directions : presque immédiatement vers le nord-ouest, l'armée se lança à la poursuite de Hood (campagne de Franklin-Nashville) ; puis, après l'élection présidentielle (1864), en direction de l'est, avec la marche de Sherman vers la mer.

## Pour en savoir plus
- (en) Bailey, Anne J. The Chessboard of War : Sherman and Hood in the Atlanta Campaign of 1864. Lincoln, NE : University of Nebraska Press, 2000.  (ISBN 978-0-8032-1273-2).
- (en) Evans, David. Sherman's Horsemen : Union Cavalry Operations in the Atlanta Campaign. Bloomington : Indiana University Press, 1996.  (ISBN 0-253-32963-9).
- (en) Hess, Earl J. Kennesaw Mountain : Sherman, Johnston and the Atlanta Campaign. Chapel Hill : University of North Carolina Press, 2013.  (ISBN 978-1-4696-0211-0).
- (en) Luvaas, Jay, and Harold W. Nelson, eds. Guide to the Atlanta Campaign : Rocky Face Ridge to Kennesaw Mountain. Lawrence : University Press of Kansas, 2008.  (ISBN 978-0-7006-1570-4).